# Photobucket

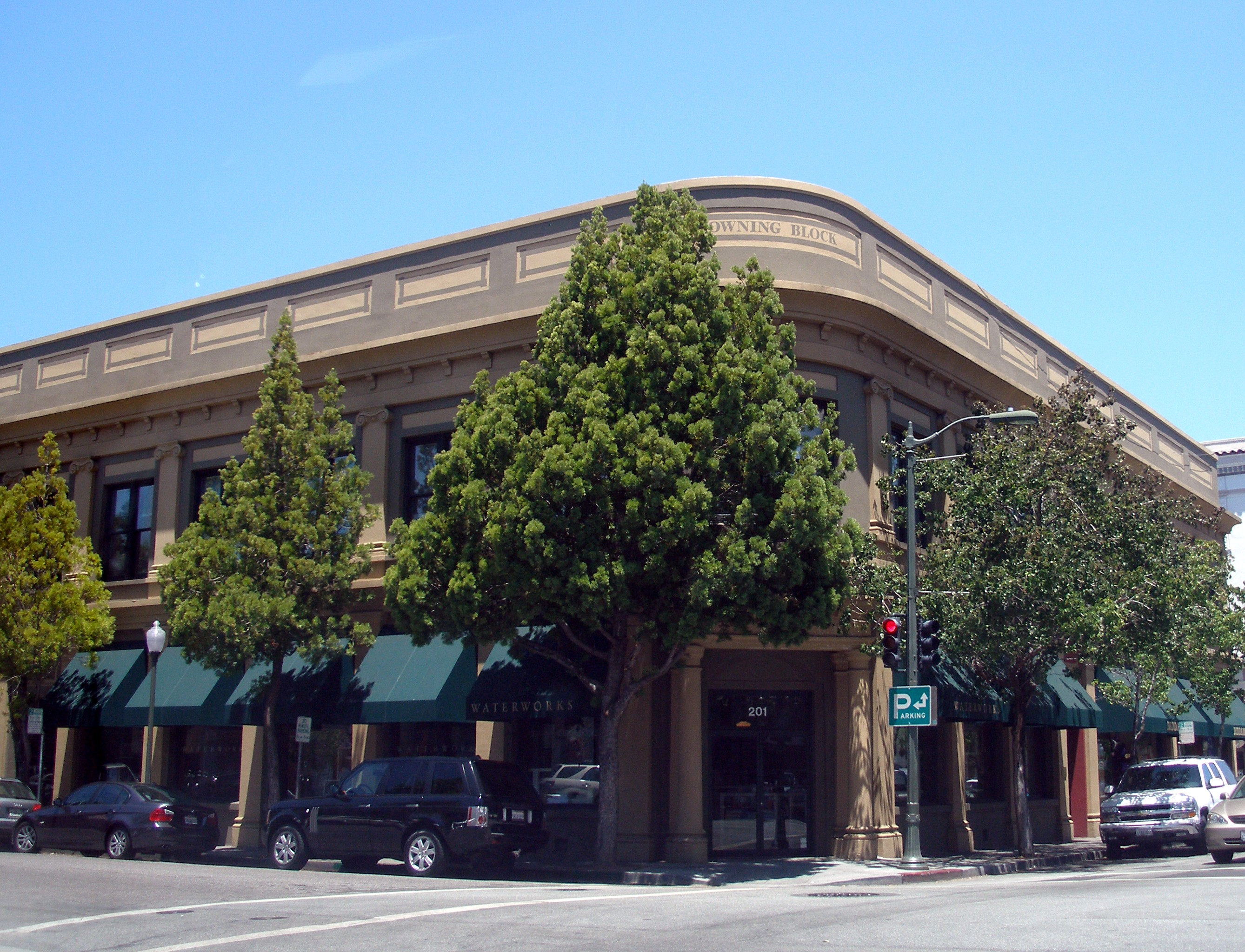
Hoofdkantoor in Palo Alto

Photobucket is een foto- en video-opslagdienst die in 2003 werd opgericht door Alex Welch en Darren Crystal. Op de website zijn sindsdien meer dan vier miljard foto's geüpload en worden er dagelijks meer dan 30.000 video's geüpload. De gratis versie van de website biedt 500 MB opslagruimte, de betaalde versie ongelimiteerd voor niet-commercieel gebruik.
In mei 2007 kocht Fox Interactive Media, onderdeel van News Corporation, de website voor een geschat bedrag van 250 miljoen dollar.